# Seboruco (gemeente)
Seboruco is een stad en gemeente in de Venezolaanse staat Táchira. De gemeente telt 10.000 inwoners. De hoofdplaats is Seboruco.